# Luribay
Luribay ist Provinzhauptstadt der Provinz Loayza im Departamento La Paz im südamerikanischen Andenstaat Bolivien.

## Lage im Nahraum
Luribay ist der zentrale Ort des Municipio Luribay und liegt auf einer Höhe von 2554 m am linken Ufer des Río Luribay in einem der östlich gelegenen Täler der Serranía de Sicasica, etwa 100 Kilometer Luftlinie südöstlich von La Paz, der Hauptstadt des gleichnamigen Departamentos.

## Geographie
Luribay liegt zwischen dem bolivianischen Altiplano im Westen und dem Amazonas-Tiefland im Osten. Die Region weist ein typisches Tageszeitenklima auf, bei dem die mittleren Temperaturunterschiede zwischen Tag und Nacht größer sind als die Temperaturunterschiede zwischen den Jahreszeiten.
Die Jahresdurchschnittstemperatur der Region liegt bei knapp 15 °C und schwankt zwischen 11–12 °C im Juni/Juli und gut 16 °C im November (siehe Klimadiagramm Luribay). Der Jahresniederschlag liegt bei 600 mm, mit einer ausgeprägten Trockenzeit von Mai bis August und Monatsniederschlägen von mehr als 100 mm im Januar und Februar.

## Verkehrsnetz
Luribay liegt in einer Entfernung von 176 Straßenkilometern südöstlich von La Paz, der Hauptstadt des Departamentos.
Von La Paz aus führt die asphaltierte Nationalstraße Ruta 1 in südlicher Richtung 104 Kilometer bis Patacamaya. Von dort zweigt sechs Kilometer weiter südlich eine unbefestigte Stichstraße Richtung Nordosten ab, die Passhöhen von mehr als 4.750 m überwindet. Sie führt über Anchallani und erreicht nach insgesamt 66 Kilometern Luribay.

## Bevölkerung
Die Einwohnerzahl der Ortschaft ist in den vergangenen beiden Jahrzehnten um etwa ein Drittel angestiegen:
| Jahr | Einwohner | Quelle       |
| ---- | --------- | ------------ |
| 1992 | 485       | Volkszählung |
| 2001 | 434       | Volkszählung |
| 2012 | 603       | Volkszählung |
| 2024 |           | Volkszählung |

In dieser Region ist die Aymara-Bevölkerung vorherrschend, im Municipio Luribay sprechen 97,3 Prozent der Bevölkerung Aymara.

## Persönlichkeiten
- José Manuel Pando (1848–1917), Präsident Boliviens von 1899 bis 1904